# Estrada Municipal Doutor Fernando de Arruda Botelho
A Estrada Municipal Doutor Fernando de Arruda Botelho ou SPA-097/225, é uma rodovia do Estado de São Paulo, situada no município de Itirapina e assim denominada 2m 2015,, rodovia que antes foi denominada Rodovia Municipal Ayrton Senna.
Inicia-se no final do bairro da Vila Santa Cruz, zona oeste da cidade de Itirapina, interligando a SP-225 à Rodovia Municipal Domingos Innocentini (SPA-149/215) para São Carlos, e à Rodovia Luís Augusto de Oliviera (SP-215) em São Carlos. 
Foi assim denominada pela Lei 1.604/94, de 11 de maio de 1994, de autoria do então prefeito José Maria Cândido, homenageando o piloto Ayrton Senna da Silva e renomeada em 2015. 
É ligação que permite o acesso à Represa do Broa (Balneário Santo Antônio), local onde são praticados diversos esportes náuticos, incluindo campeonatos, principalmente de wakeboard. Acessa também o Aeródromo Dr. José Augusto de Arruda Botelho. 
Possui um pedágio municipal e o SAU – Sistema de Ajuda ao Usuário, em toda sua extensão. Nessa via, também está localizado, em seu quilômetro 8, o aeródromo da cidade.